# Pawieł Satiukow
Pawieł Aleksiejewicz Satiukow (ros. Павел Алексеевич Сатюков, ur. 29 czerwca 1911, zm. 17 listopada 1976) – radziecki dziennikarz i polityk.

## Życiorys
Od 1930 pracował jako dziennikarz, 1937 ukończył Gorkowski Instytut Pedagogiczny, od 1939 należał do WKP(b). Słuchacz Wyższej Szkoły Partyjnej przy KC WKP(b), po jej ukończeniu 1942-1946 pracował w KC WKP(b), od 1946 zastępca redaktora naczelnego, później do 1949 redaktor naczelny pisma "Kultura i żizń", 1949-1956 sekretarz odpowiedzialny i zastępca redaktora naczelnego gazety "Prawda". Od 25 lutego 1956 do 17 października 1961 członek Centralnej Komisji Rewizyjnej KPZR, 1956-1964 redaktor naczelny gazety "Prawda", od 31 października 1961 do 29 marca 1966 członek KC KPZR, 1959-1964 przewodniczący Zarządu Związku Dziennikarzy ZSRR, 1964-1971 sekretarz odpowiedzialny redakcji pisma "Partijnaja żyzń", następnie do końca życia redaktor naczelny redakcji popularnonaukowych i naukowych programów Centralnej Telewizji ZSRR. Deputowany do Rady Najwyższej ZSRR 5 i 6 kadencji. Laureat Nagrody Leninowskiej. Odznaczony sześcioma Orderami Lenina.